# Femte franske republik
Den Femte Republik er den almindelige betegnelse for Frankrigs nuværende politiske system, der indførtes med Den franske forfatning af 4. oktober 1958 og afløste den kollapsede Fjerde Republik. Den nye forfatning har til hensigt at styrke den udøvende magt, idet perioden efter 2. verdenskrig var præget af svage regeringer og talrige parlamentsvalg.
Forfatningen indførte en blanding af et parlamentaristisk system, hvor parlamentet kan afsætte regeringen og præsidenten kan opløse Nationalforsamlingen, og et præsidentielt system, hvor præsidenten er valgt direkte af befolkningen.
Systemet er populært sagt et "republikansk monarki", fordi forfatningen tillægger præsidenten betydelige kompetencer også på det udenrigspolitiske område. Forfatningen er  ændret flere gange siden 1958. Blandt andet er præsidentens valgperiode reduceret fra syv til fem år.

## Den Femte Republiks præsidenter
- Charles de Gaulle (1958-1969)
- Georges Pompidou (1969-1974)
- Valéry Giscard d'Estaing (1974-1981)
- François Mitterrand (1981-1995)
- Jacques Chirac (1995-2007)
- Nicolas Sarkozy (2007-2012)
- François Hollande (2012-2017)
- Emmanuel Macron (2017-i dag)